# Царик сірий
Ца́рик сірий (Odontorchilus cinereus) — вид горобцеподібних птахів родини воловоочкових (Troglodytidae). Мешкає в Бразилії і Болівії.

## Опис
Довжина птаха становить 12 см, вага 11 г. Голова сірувато-коричнева, спина і плечі сірі, махові пера більш темні. Стернові пера сірувато-коричневі, поцятковані широкими чорнувато-сірими смугами. Крайні стернові пера на кінці білі. Горло і груди рудувато-сірі, нижня частина тіла сірувато-біла, нижні покривні пера хвоста поцятковані чорнувато-сірими смугами. Очі темно-карі або темно-червонувато-карі, дзьоб чорний, знизу біля основи сірий, лапи темно-сірі. Виду не притаманний статевий диморфізм. У молодих птахів дзьоб знизу біля основи коричневий.

## Поширення і екологія
Сірі царики мешкають на сході Болівії (Санта-Крус) та на півдні Бразильська Амазонія (на південь від Амазонки, між річками Мадейра і Шінгу). Вони живуть у верхньому ярусі вологих рівнинних тропічних лісів. Зустрічаються на висоті від 6 м над рівнем моря. Часто приєднуються до змішаних зграй птахів. Живляться комахами та іншими безхребетними, яких шукають в кронах дерев. Сезон розмноження триває з червня по вересень, гніздяться в дуплах дерев. В кладці 2 яйця.

## Збереження
МСОП класифікує стан збереження цього виду як близький до загрозливого. Сірим царикам загрожує знищення природного середовища.